# Screaming Floor
Gli Screaming Floor sono stati un gruppo musicale italiano di genere new wave e neopsichedelico, attivo nella seconda metà degli anni '80.

## Storia del gruppo
Gli Screaming Floor iniziarono la loro carriera musicale nel 1984 dall'incontro di Fabio Balducci (chitarra), Stefano Vecchiotti (Basso), Mirco Uguccioni (batteria - ex batterista dei Cani) e Stefano Pongetti (tastiere e voce). Il gruppo proveniente da Senigallia proponeva un suono a metà fra new wave e neopsichedelia. Di lì a breve gli Screaming Floor presero contatto con la Toast Records di Giulio Tedeschi, che nel 1986 produsse il loro primo album intitolato Village and Woodlands. Sempre nel 1986 i loro brani Von Munchausen's Trip e Man Who Swallowed Himself vennero inseriti nella compilation Out of the Tunnel, but Still... Banned from the Empire, pubblicata dalla Snowdonia Dischi.
È del 1988 il loro secondo atto, sempre prodotto dalla Toast Records, che si intitola Bridge of Ashes, come la partecipazione alla compilation dal titolo Adrenalina, prodotta dalla Koala Recording in collaborazione con Radio 1. Dalla metà del 1988 al gruppo si unì Giuseppe D'Emilio, tastierista e membro del collettivo di scrittura Pelagio D'Afro.
Il gruppo si scioglie nel 1989 per divergenze interne.
Nel 2024 viene pubblicato l'album Long After the Golden Age, registrato negli studi Koala di Senigallia nell'autunno 1988.

## Formazione
- Fabio Balducci (chitarra)
- Stefano Vecchiotti (Basso)
- Mirco Uguccioni (batteria)
- Stefano Pongetti (voce e tastiere)

## Produzioni

### Demo Tapes
- 1984 – Screaming Floor, MC, Autoprodotto, Italia 5 brani

### Album
- 1985 – Village and Woodlands, LP, Toast Records TDLP 1686, Italia
- 1988 – Bridge of Ashes, LP, Toast Records TDLP 856, Italia
- 2024 – Long After the Golden Age, LP, Toast Records TD205, Italia

### Compilation
- 1986 – Out of the Tunnel, But Still... Banned From The Empire, MC, Snowdonia Dischi *1, Italia con i brani Von Munchausen's Trip e Man Who Swallowed Himself
- 1988 – Adrenalina, LP, Koala Recording ROKO/188, Italia con il brano The Name of Tomorrow
- 2015 – 391 / Vol.1 Marche - Voyage Through The Deep 80s Underground In Italy, CD, Spittle Records SPITTLE1000, Italia con il brano Passage